# Kristaps
Kristaps ist ein männlicher Vorname. Er ist die lettische Form des Namens Christoph.

## Namensträger
- Kristaps Blanks (* 1986), lettischer Fußballspieler
- Kristaps Janičenoks (* 1983), lettischer Basketballspieler
- Kristaps Lībietis (* 1982), lettischer Biathlet
- Kristaps Nežborts (* 1997), lettischer Skispringer
- Kristaps Porziņģis (* 1995), lettischer Basketballspieler
- Kristaps Sotnieks (* 1987), lettischer Eishockeyspieler
- Kristaps Strautmanis (1860–1919), lettischer Pastor
- Kristaps Zvejnieks (* 1992), lettischer Skirennläufer und Inline-Alpinläufer